# Natalie Hall
Natalie Elise Hall ou Natalie Melinda Hall (25 de janeiro de 1990) é uma atriz e cantora canadense. Ela apareceu em várias produções da Broadway, cinema e TV. Uma de suas primeiras aparições na TV foi quando interpretou o papel de Colby Chandler na novela All My Children de 2009 a 2011. Hall contracenou com Miles Teller, Josh Brolin e Jeff Bridges no filme Only the Brave, de 2017.

## Biografia
Hall cresceu em Vancouver, Colúmbia Britânica. Sua mãe era bailarina. Hall cresceu com dois irmãos, dos quais ela disse: "Eu cresci amando as artes, mas também era uma moleca, amava esportes e era muito competitiva." Ela cresceu jogando futebol em um time masculino. Hall interpretou o papel principal em uma produção de teatro comunitário de Annie. Ela ganhou o primeiro lugar representando a Colúmbia Britânica em uma competição nacional de canto. Hall treinou na London Academy of Ballet e graduou-se com honras de distinção em dança quando tinha dezesseis anos.

## Carreira
Hall mudou-se inicialmente para a cidade de Nova York. Ela se apresentou como Val em uma produção de turnê nacional de A Chorus Line. Hall fala sobre seu primeiro papel: "Foi uma experiência incrível. Tive que crescer muito rápido trabalhando com pessoas com tanto talento em um palco tão grande”. Sua interpretação de Val ganhou uma indicação ao prêmio Ovation.

### Atuando
A ABC anunciou que Hall havia sido escalada para o papel de Colby Chandler na novela All My Children. Hall fez sua estreia em 25 de novembro de 2009. Hall filmou suas primeiras cenas em meados de outubro, pouco antes de o show ser transferido para Los Angeles. Ela se mudou para Los Angeles em 2010. Hall fez sua última aparição na transmissão final de All My Children em 23 de setembro de 2011.
Em 29 de junho de 2011, foi anunciado que Hall substituiria Natalie Floyd como a futura meia-irmã de Hanna, Kate Randall, na série Pretty Little Liars, da ABC Family, interpretando o papel até 2012. Ela interpretou Ellie King née Davis, em Love's Christmas Journey, uma minissérie de quatro partes em 2011.
Em 2013, ela foi escalada como Taylor na série Star-Crossed, da CW. Hall descreveu sua personagem como a "Abelha Rainha com um grande coração" e uma pessoa que se arrisca no amor. Hall interpretou Britney na série de comédia dramática Drop Dead Diva, da Lifetime, originalmente em dois episódios, porém ela voltou para um outro episódio. Hall se juntou ao elenco de True Blood, da HBO em sua temporada final, aparecendo como Amber Mills, a irmã recém-transformada em vampira da vilã Sarah Newlin (Anna Camp), por três episódios. Ela apareceu na capa da revista de moda canadense Fave.
Hall estrelou na comédia dramática Royal Pains, da USA Network como Hope, uma dançarina burlesca que pede ajuda a Jeremiah quando começa a sentir dor durante sua atuação. Hall também é membro do prestigiado "Actors Studio", em Nova York. Hall foi recentemente escalada para o próximo piloto sem título de Marc Cherry ABC. Natalie Hall foi vista na quarta temporada de UnREAL no Lifetime. Também foi vista na série da CW Charmed, interpretando Lucy.

### Música
Hall se apresenta em vários musicais em Nova York. No filme Rising Stars, Hall cantou "Better with You", o videoclipe da música com Hall foi lançado mais tarde. Ela participou da música "Free To Fall", que também apareceu no filme e na trilha sonora oficial do filme. Em 16 de dezembro de 2012 Hall cantou "Hallelujah I Love Her So", de Ray Charles no concerto "A Better Holiday", do projeto It Gets Better em benefício do Ali Forney Center.

## Filmografia

### Cinema
| Ano  | Título                         | Papel           | Notas |
| ---- | ------------------------------ | --------------- | ----- |
| 2004 | Have You Heard? Secret Central | Tes Taylor      |       |
| 2010 | Rising Stars                   | Brenna          |       |
| 2013 | +1                             | Melanie         |       |
| 2015 | Lucky N#mbr                    | Nikki Page      |       |
| 2015 | Simple Little Lives            | Kaylee          |       |
| 2016 | The Curse of Sleeping Beauty   | Linda Coleman   |       |
| 2016 | Summer of 8                    | Jen             |       |
| 2017 | The Boy Downstairs             | Ivy             |       |
| 2017 | Only the Brave                 | Natalie Johnson |       |
| 2020 | Midnight at the Magnolia       | Maggie Quinn    |       |

### Televisão
| Ano       | Título                            | Papel                     | Notas                                        |
| --------- | --------------------------------- | ------------------------- | -------------------------------------------- |
| 2008      | Law & Order: Special Victims Unit | Shelby Crawford           | Episódio: "Streetwise"                       |
| 2009      | The Good Wife                     | Maura                     | Episódio: "Stripped"                         |
| 2009–2011 | All My Children                   | Colby Chandler            | Papel recorrente                             |
| 2011–2012 | Pretty Little Liars               | Kate Randall              | Papel recorrente (2a temporada); 5 episódios |
| 2011      | Love's Christmas Journey          | Ellie Davis King          | Filme televisivo                             |
| 2012      | The Seven Year Hitch              | Jennifer                  | Filme televisivo                             |
| 2013      | CSI: Crime Scene Investigation    | Katy Hill                 | Episódio: "Last Woman Standing"              |
| 2013      | Drop Dead Diva                    | Britney                   | 3 episódios                                  |
| 2014      | Star-Crossed                      | Taylor Beecham            | Papel principal; 11 episódios                |
| 2014      | Royal Pains                       | Hope                      | Episódio: "Everybody Loves Ray, Man"         |
| 2014      | True Blood                        | Amber Mills               | 3 episódios                                  |
| 2014      | Royal Pains                       | Tasha                     | Episódio: "Electric Youth"                   |
| 2017      | Shades of Blue                    | Namorada de Bianci        | 3 episódios                                  |
| 2017      | NCIS: New Orleans                 | Chloe Myles               | Episódio: "Acceptable Loss"                  |
| 2018      | Unreal                            | Candy Coco                | 8 episódios                                  |
| 2018–2019 | Charmed                           | Lucy                      | Papel recorrente, 1a temporada               |
| 2019      | A Winter Princess                 | Carly / Princesa Carlotta | Filme televisivo (Hallmark)                  |
| 2020      | You’re Bacon Me Crazy             | Cleo Morelli              | Filme televisivo (Hallmark Channel)          |
| 2020      | Sincerely, Yours, Truly           | Hayley Hammond            | Filme televisivo                             |
| 2020      | A Very Charming Christmas Town    | Aubrey Lang               | Filme televisivo (Lifetime Channel)          |
| 2021      | Fit for a Prince                  | Cindy                     | Filme televisivo (Hallmark)                  |